# Ceraspis brunneipennis
Ceraspis brunneipennis är en skalbaggsart som beskrevs av Bates 1887. Ceraspis brunneipennis ingår i släktet Ceraspis och familjen Melolonthidae. Inga underarter finns listade i Catalogue of Life.